# Twitch
Twitch è una piattaforma di streaming in diretta di proprietà di Amazon.com. È stata lanciata il 6 giugno 2011 come spin-off della piattaforma analoga Justin.tv come piattaforma dedicata ai videogiochi. Nonostante sia tuttora incentrata principalmente sui videogiochi ed è leader del settore nelle trasmissioni di eventi e competizioni e-sportive, presenta anche trasmissioni dedicate a contenuti di vari argomenti e dirette dal vivo (in real life). I contenuti possono essere visti sia in diretta sia in differita.
Nel 2024 Twitch conta 35 milioni di utenti attivi al giorno, e oltre un milione di utenti online a qualsiasi ora.

## Storia
Quando Justin Kan ed Emmett Shear lanciarono Justin.tv il 19 marzo 2007, il sito venne suddiviso in diverse categorie di contenuti. La categoria dei giochi crebbe rapidamente e divenne il contenuto più popolare sul sito. Nel giugno del 2011 la società decise di chiudere Justin.tv e trasferire i contenuti in un nuovo sito, che prese il nome di Twitch.tv, venendo lanciato ufficialmente il 6 giugno 2011. 
Con la chiusura del suo concorrente Own3d.tv all'inizio del 2013, Twitch è diventato il servizio di streaming di eSports più popolare con un ampio margine. La popolarità della piattaforma ha battuto ogni record, facendo registrare 45 milioni di utenti attivi nell'ottobre 2013. I servizi di video concorrenti, come YouTube e Dailymotion, hanno incominciato ad aumentare l'importanza dei contenuti di gioco per competere, ma hanno finora avuto un impatto molto minore. A partire da febbraio 2014 Twitch è la quarta più grande fonte di traffico Internet durante i periodi di punta negli Stati Uniti, dietro Netflix, Google e Apple. Twitch rappresenta l'1,8% del traffico totale negli Stati Uniti durante i periodi di punta. 
Il 25 agosto 2014 Amazon ha acquisito Twitch Interactive per 970 milioni di dollari. Oltre ad Amazon era interessato all'acquisto anche Google, che alla fine si era ritirata dall'accordo a causa di potenziali preoccupazioni antitrust dovute alla proprietà di YouTube. L'acquisizione, che è stata chiusa il 25 settembre 2014, ha portato a una sinergia con Amazon Prime per servizi quali la sottoscrizione ai canali, premi e contenuti speciali per la piattaforma.
Lo streamer Ninja era fra le persone più importanti di Twitch, con oltre 14 milioni di follower. Tuttavia, il 2 agosto 2019 ha annunciato il trasferimento a un'altra piattaforma, Mixer.com, di proprietà di Microsoft.
Nel 24 ottobre 2019 anche Shroud, ex videogiocatore professionista di Counter-Strike: Global Offensive e uno degli streamer più famosi nella piattaforma, abbandonò Twitch per passare a Mixer.
Il 23 agosto 2022, Twitch ha annunciato che non avrebbe più applicato il proprio accordo di esclusività, consentendo agli streamer Twitch di trasmettere in live streaming anche su altre piattaforme. L'annuncio rilevava che la trasmissione in simulcast su Twitch e altre piattaforme di streaming "simili a Twitch" era ancora vietata; tuttavia, è stata applicata un'esenzione alla restrizione del simulcast alle piattaforme di streaming in formato breve come Instagram e TikTok. Nonostante la menzione specifica delle restrizioni sulla trasmissione in simulcast, gli ex dipendenti hanno notato che Twitch probabilmente non avrebbe applicato la restrizione, poiché farlo sarebbe stato molto difficile, e non erano riusciti ad applicarla nemmeno diversi mesi prima dell'annuncio. Dopo l'annuncio, molti streamer di alto profilo limitati dall'esclusività, come Ninja e Pokimane, hanno iniziato lo streaming su altre piattaforme.
Il 21 settembre 2022, Twitch ha annunciato che avrebbe ridotto le entrate degli abbonamenti guadagnate dai grandi streamer. Sebbene la maggior parte degli streamer ottenga il 50% delle entrate dagli abbonamenti, alcuni streamer più grandi hanno termini di abbonamento premium, che danno loro il 70% delle entrate degli abbonamenti. La nuova modifica, entrata in vigore il 1 giugno 2023, significherebbe che gli streamer premium manterrebbero il 70% dei primi $ 100.000 guadagnati dagli abbonamenti, dopodiché il loro taglio verrebbe abbassato al 50%. L'annuncio è arrivato dopo che Twitch ha rifiutato una richiesta popolare per tutti gli streamer di avere il 70% delle entrate degli abbonamenti, quest'ultima percentuale, sarebbe la stessa entrata già offerta da YouTube. Il presidente di Twitch Dan Clancy ha giustificato il cambiamento in una dichiarazione rilasciata sul blog di Twitch, affermando che è stato fatto per coprire i costi operativi di Twitch, sottolineando che la suddivisione premium del 70% ha smesso di essere offerta ai nuovi streamer più di un anno prima e indicando fonti di entrate alternative per gli streamer, che non sarebbero influenzate dalle riduzioni delle entrate degli abbonamenti, come gli abbonamenti Prime o le interruzioni pubblicitarie. Sebbene Clancy abbia affermato che il 90% degli streamer non sarebbe stato interessato dalla riduzione delle entrate, il cambiamento ha attirato critiche da parte di molti streamer, che lo hanno considerato dannoso per la sicurezza delle carriere di streaming e più vantaggioso per Twitch e i suoi inserzionisti rispetto ai loro utenti, con diversi streamer esprimendo dubbi sulle affermazioni di Clancy sugli elevati costi operativi e sottolineando che Twitch dispone già di fonti di entrate alternative che rendono superflua la riduzione delle entrate degli streamer. L'annuncio ha portato alcuni streamer a considerare di lasciare Twitch o di organizzare boicottaggi.
Nel marzo 2023, Clancy è diventato CEO di Twitch, dopo che il precedente CEO e co-fondatore di Justin.tv Emmett Shear aveva annunciato che si sarebbe dimesso dopo 16 anni presso l'azienda. Sia Shear che Clancy sono stati descritti come "più focalizzati sul prodotto che sul creatore". Il 20 marzo, Clancy ha annunciato che Twitch avrebbe licenziato 400 dipendenti, come parte dei licenziamenti a livello di Amazon che colpiscono 9000 lavoratori in tutta l'azienda.
Il 6 giugno 2023, Twitch ha annunciato restrizioni sui posizionamenti di sponsor di terze parti negli stream, inclusa la limitazione delle dimensioni dei loghi degli sponsor e il divieto di audio, video o pubblicità display "integrati". Le modifiche sono state accolte con critiche da importanti streamer come Asmongold (che ha minacciato di lasciare il servizio), Cr1TiKaL e Zentreya a causa della loro formulazione ampia, delle preoccupazioni che avrebbero influenzato le relazioni esistenti degli streamer con gli inserzionisti e il loro impatto su beneficenza ed eSport eventi che fanno ampio affidamento sulla sponsorizzazione. Il servizio ha rapidamente ritirato la nuova politica sui contenuti brandizzati e ha annunciato che sarebbe stata chiarita, affermando che l'intenzione era di "chiarire la nostra politica pubblicitaria esistente che aveva lo scopo di vietare alle reti pubblicitarie di terze parti di far visualizzare annunci su Twitch, coerenti con altri servizi" e che Twitch "non intende limitare la capacità degli streamer di entrare in rapporti diretti con gli sponsor."
Nell'agosto 2023, Twitch ha iniziato a provare una funzionalità "Discovery Feed" nelle sue app mobili, popolata da clip "in primo piano" degli utenti seguiti. Nell'ottobre 2023, Twitch ha iniziato a implementare le storie. Al TwitchCon 2023, Twitch ha annunciato i prossimi aggiornamenti alla sua funzione Guest Star (contemporaneamente ribattezzata "Stream Together") per consentire l'unione di chat room e che gli streamer con un accordo di affiliazione o partnership con il servizio (a meno che non richiesto contrattualmente) sarebbero autorizzati a trasmettere in simulcast. i loro streaming su piattaforme concorrenti come YouTube, invece che solo su piattaforme video incentrate sui dispositivi mobili.
Il 6 dicembre 2023, Twitch ha annunciato che sarebbe uscita dal mercato della Corea del Sud a partire dal 27 febbraio 2024, citando i costi proibitivi dell'offerta del servizio nel paese. A causa delle richieste dei fornitori di servizi Internet che Twitch paghi le tariffe di accesso alla rete, Twitch ha limitato gli streaming alla qualità 720p nel settembre 2022 e ha bloccato l'accesso ai contenuti video on-demand (VOD) (comprese trasmissioni e clip archiviate) nel febbraio 2023. Agli utenti della Corea del Sud non sarà più consentito monetizzare i propri stream e verranno esclusi dai programmi di affiliazione e partnership.

## Contenuti
Twitch è progettato per essere una piattaforma per i tornei e-sportivi, sessioni di videogiochi fatte da videogiocatori professionisti o amatoriali e i talk show relativi ai giochi. Un certo numero di canali fanno anche speedrun dal vivo. A giugno 2018 alcuni dei giochi più popolari trasmessi su Twitch sono Fortnite, League of Legends, Dota 2, PlayerUnknown's Battlegrounds, Minecraft,  Hearthstone: Heroes of Warcraft, Overwatch e Counter-Strike: Global Offensive con un totale di oltre 356 milioni di ore guardate.
Twitch ha anche realizzato contenuti non pertinenti ai videogiochi; nel luglio 2013, il sito ha trasmesso un'esibizione di "Fester's Feast" dal Comic-Con di San Diego, e il 30 luglio 2014, il dj Steve Aoki ha trasmesso una performance dal vivo da un nightclub di Ibiza. Nel gennaio 2015 Twitch ha introdotto una categoria ufficiale per i canali musicali, come programmi radiofonici e attività di produzione musicale, e nel marzo 2015 ha annunciato che sarebbe diventato il nuovo partner ufficiale di streaming live dell'Ultra Music Festival, un festival di musica elettronica a Miami.
Il 28 ottobre 2015 Twitch ha lanciato una seconda categoria sempre non pertinente ai videogiochi, "Creative", che è destinata a quei canali principalmente interessati a opere artistiche e creative. Per promuovere il lancio, il servizio ha anche trasmesso una maratona di otto giorni di The Joy of Painting di Bob Ross.
Twitch viene spesso utilizzato anche per discutere di videogiochi; la natura di Twitch consente ai numerosi utenti che assistono a una sessione di gioco di un utente di interagire tra loro e con il videogiocatore in tempo reale. Twitch è anche usato per l'apprendimento dello sviluppo del software, con comunità di utenti che programmano software.
La popolarità della piattaforma ha portato anche alcuni esponenti della politica a sfruttarla per trasmettere comizi, interviste e approfondimenti: uno dei primi fu il senatore degli Stati Uniti Bernie Sanders, mentre diverso tempo dopo anche l'ex Presidente degli Stati Uniti d'America Donald Trump decise di aprire un canale Twitch.

### Contenuti vietati
Gli utenti di Twitch non sono autorizzati a trasmettere in streaming qualunque gioco classificato come "Adult Only" (AO) negli Stati Uniti da Entertainment Software Rating Board (ESRB), indipendentemente dalla sua classificazione, in qualsiasi altra area geografica e da qualsiasi gioco che contenga apertamente "contenuto sessuale" o "violenza gratuita" o contenuto che viola i termini di utilizzo di servizi di terze parti. 
Twitch ha preso provvedimenti temporanei a maggio 2019 dopo che i canali relativi al videogioco Artifact sono stati utilizzati per contenuti video inappropriati. Inizialmente questi nuovi streamer scherzavano con gli spettatori, mostrando video di animali o partite di League of Legends. Dopo alcuni giorni, sono apparsi altri stream del canale Artifact con contenuti in contrasto con i termini della politica di utilizzo di Twitch, tra cui film interamente protetti da copyright, pornografia, propaganda nazista e almeno uno stream che mostrava l'intero video del tiratore all'attentato della moschea di Christchurch. Tutti questi contenuti venivano generalmente presentati come passatempo mentre aspettavano la coda delle partite di Artifact per apparire legittimi.
Il 20 settembre 2022 Twitch annuncia, dopo anni di polemiche al riguardo, il divieto di effettuare live streaming relativi al gioco d'azzardo su piattaforme non regolamentate dal punto di vista della protezione dei cosumatori. Questo ban ha avuto una fortissima influenza sul meta della piattaforma, spingendo addirittura il noto sito Stake a creare un proprio sito di live streaming, chiamato "Kick".
Twitch non ammette inoltre la pubblicazione di:
- Comportamenti autolesionisti
- Violenza e minacce
- Terrorismo ed estremismo
- Sfruttamento e violenza sessuale
- Condivisione non autorizzata di informazioni private
- Incitamento all'odio
- Post che vendono droghe illegali, armi da fuoco o merci contraffatte
- Materiale che viola il copyright di altre persone
- Contenuti sessualmente espliciti e pornografici
- Link affiliati a piattaforme di gioco d'azzardo
- Profili falsi
- Spamming
- Fake news

## Programma per partner e affiliati
Nel luglio 2011, Twitch ha lanciato il suo Programma partner, che ha raggiunto oltre 11 000 membri ad agosto 2015. 
Simile al Programma Partner di altri siti di video come YouTube, il Programma Partner consente ai produttori di contenuti popolari di condividere le entrate pubblicitarie generate dai loro flussi. Inoltre, gli utenti di Twitch possono abbonarsi ai canali di streamer associati per 4,99$ al mese, spesso garantendo all'utente l'accesso a emoticon uniche, privilegi di chat dal vivo e altri vari vantaggi. Twitch conserva 2,49$ per ogni abbonamento al canale, mentre i restanti 2,50$ vanno direttamente allo streamer partner. Riguardo agli abbonamenti, una caratteristica di Twitch è che se si collega il proprio account Amazon Prime al sito, è possibile una volta al mese, fare un abbonamento gratis al canale desiderato. Sebbene siano state fatte eccezioni, Twitch in precedenza richiedeva che i potenziali partner avessero un numero medio di spettatori simultanei oltre 500, nonché un programma di streaming coerente di almeno tre giorni alla settimana. Tuttavia, con il passare del tempo, la piattaforma ha creato il "Path to Partnership" rendendo più chiari gli obiettivi per ottenere la partnership attraverso visualizzazioni simultanee, durata e frequenza delle live. 
Nell'aprile 2017, Twitch ha lanciato il suo "Programma di affiliazione" che consente anche ai canali più piccoli di generare entrate, annunciando anche che consentirebbe ai canali di accedere a livelli di abbonamento con diversi prezzi. I partecipanti a questo programma ottengono alcuni ma non tutti i vantaggi dei partner Twitch. Gli streamer possono trarre profitto dai bit acquistabili direttamente da Twitch. Gli affiliati possono anche accedere alla funzione Abbonamenti Twitch, con tutte le stesse funzionalità a cui i Partner hanno accesso, insieme a una emoji di abbonamento. Nel settembre 2019, il servizio ha annunciato che gli affiliati avrebbero ora ricevuto una quota delle entrate pubblicitarie. 
La pubblicità sul sito è stata gestita da numerosi partner. Nel 2011, Twitch ha stretto un accordo esclusivo con Future US. Il 17 aprile 2012, Twitch ha annunciato un accordo per dare a CBS Interactive i diritti di vendita esclusiva di pubblicità, promozioni e sponsorizzazioni per la comunità. Il 5 giugno 2013, Twitch ha annunciato la costituzione di Twitch Media Group, un nuovo team interno di vendita di annunci pubblicitari che ha assunto il ruolo di CBS Interactive nella vendita di annunci pubblicitari.

## Censura nel mondo
A partire dal 20 settembre 2018, il sito web di Twitch è bloccato e l'app è bloccata dall'Apple App Store in Cina. 
In India Twitch è stato bloccato dalla società di telecomunicazioni Jio di proprietà di Reliance e dai fornitori di servizi Internet JioFiber e Hathway nel settembre 2020, poiché alcuni utenti trasmettevano illegalmente partite della Premier League indiana 2020 sulla piattaforma. 
Il governo slovacco ha bloccato il sito web di Twitch nel giugno 2021 dopo che uno streamer del paese, con circa 35.000 follower, è stato trovato a trasmettere in streaming partite di poker, il che violava le leggi locali sul gioco d'azzardo. 
Il 4 luglio 2022, il governo iraniano ha bloccato l'accesso a Twitch per gli utenti di Internet iraniani.